# IC 1316
IC 1316 — галактика типу NF (в процесі підтвердження) у сузір'ї Орел.
Цей об'єкт міститься в оригінальній редакції індексного каталогу.